# الماس دی شیلدز
الماس دی شیلدز (انگلیسی: Diamond DeShields؛ زادهٔ ۵ مارس ۱۹۹۵) بازیکن بسکتبال اهل ایالات متحده آمریکا است.
وی در مسابقات کشوری و بین‌المللی در مجموع برندهٔ ۱ مدال طلا شده‌است.